# قمعية صفراء
ديجيتال أصفر أو القِمَعية الصفراء  أو زهر الكشاتبين الأصفر (باللاتينية: Digitalis lutea) نوع نباتي يتبع جنس القِمَعية من الفصيلة الحملية.